# Plant-for-the-Planet
Plant-for-the-Planet es una iniciativa infantil que tiene como objetivo sensibilizar a los niños y los adultos sobre los problemas del cambio climático y la justicia global. La iniciativa trabaja en la plantación de árboles no sólo como una acción práctica y simbólica, sino también como una actuación para reducir el efecto del cambio climático. En 2011 alcanzó la meta de plantar un millón de árboles.

## Historia
La idea de Plant-for-the-Planet fue desarrollada en Alemania en 2007 por un niño de nueve años llamado Felix Finkbeiner. Felix se inspiró para ello en un trabajo sobre el cambio climático que le pidió uno de sus maestros de escuela. Mientras realizaba su investigación se topó con la historia de la keniata Wangari Maathai, premio Nobel de la Paz, que había trabajado en la plantación de más de 30 millones de árboles en toda África como parte de su “Green Belt Movement". Al final de su presentación, Felix compartió la idea de que todos los niños del mundo podrían plantar un millón de árboles en cada país de la Tierra. El 28 de marzo de 2007 el primer árbol fue plantado en la escuela de Felix, marcando así el lanzamiento oficial de Plant-for-the-Planet. Los estudiantes de Baviera y de toda Alemania también se involucraron y continuaron plantando árboles bajo el nombre de esta iniciativa. Después de un año 150.000 árboles ya habían sido plantados y en 2008 Felix ya fue capaz de llegar a un público más amplio tras ser elegido en la junta de los niños de UNEP (Programa de Naciones Unidas para el Medio Ambiente) durante la Conferencia Internacional de la Infancia de UNEP, celebrada en Noruega.

## Desarrollo
Desde su creación en 2007, la organización desarrolló con eficacia un movimiento mundial. En agosto de 2009 Felix dio un discurso en la Conferencia Infantil Tunza de UNEP, en Daejeon, Corea del Sur. Allí promovió Plant-for-the-Planet y fue capaz de obtener el apoyo de los niños de todo el mundo, que también se comprometieron a plantar un millón de árboles en sus propios países. Los participantes de Plant-for-the-Planet ven cada árbol como una contribución a la protección del medio ambiente y el clima, consideran cada árbol como una acción por la justicia social. La organización considera que a menudo los países en desarrollo son los que más sufren los efectos del cambio climático, a pesar de que a menudo son los que menos han hecho para causarlo. Por esta razón Plant-for-the-Planet considera que cada árbol tiene que ser un símbolo de justicia climática. A principios del 2011 ya había niños participando de más de 93 países. Actualmente la organización informa que más de 100.000 niños colaboran en esta iniciativa, de los que más de 27.000 son Embajadores por la Justicia Climática. 

## Estructura
Plant-for-the-Planet está dirigido por un Consejo Mundial de niños y jóvenes. La junta directiva de la organización fue elegida democráticamente por primera vez en 2011 y se formó tras unas elecciones en abril de 2012. Con estructura democrática, los niños y los jóvenes de Plant-for-the-Planet eligen a sus líderes cada año.
Juntas
- Presidente de la Junta Mundial de la Juventud [2015/16] - Paulina Sanchez [Electo]
- Presidente de la Junta Mundial de la Juventud [2014/15] - Rebecca [Electo]
- Presidente de la Junta Mundial para Niños [2014/15] - Giovanni Atzeni, [Electo]
- Presidente de la Junta Mundial de la Juventud [2013/14] - Mohammed Rabiu, [Electo]
- Presidente de la Junta Mundial para Niños [2013/14] - Kehkashan Basu, [Electo]
- Presidente de la Junta Mundial de la Juventud [2012/13] - Sagar Aryal, [Electo]
- Presidente de la Junta Mundial para Niños [2012/13] - Shanisse Tsai, [Electo]
- Presidente [2011/12] - Felix Finkbeiner [Electo]
- Presidente [2007/11] - Felix Finkbeiner [Fundador]

## Plantación de árboles
A través de Plant-for-the-Planet se organizan actividades o “fiestas” de plantación de árboles. Son organizadas por los propios estudiantes y niños; es decir, ellos mismos tienen que encontrar los silvicultores y las organizaciones ambientales para el suministro de plántulas, y les muestran cómo, dónde y cuándo plantar. La financiación necesaria para plantar árboles proviene de donaciones individuales y corporativas, y Plant-for-the-Planet promete plantar un árbol por cada euro donado. La organización también cuenta con un sistema de auditores independientes para garantizar que el número correcto de árboles se han plantado. 

## Socios
Los niños de Plant-for-the-Planet cuentan el apoyo de los adultos: el Profesor Klaus Töpfer es el patrón de la organización. La Fundación AVINA, el Club de Roma y el Global Marshall Plan ofrecen apoyo administrativo a la organización. Develey, Ernst & Young, Hess Natur y Toyota también proporcionan apoyo financiero.
En España son numerosos los colaboradores de Plant-for-the-Planet. Algunas empresas, conscientes del impacto del turismo en el medio ambiente, ya forman parte de su red de colaboradores. Es el caso del Ayuntamiento de Girona, que es Embajador de Justicia Climática de Girona , o del Parque Oasis Park Fuerteventura, que inauguró la primera academia oficial en la isla de Plant-for-the-Planet . De cara al exterior, la agencia de viajes Sociedad Geográfica de las Indias también pretende mitigar la huella ecológica que puedan dejar en el Planeta los viajes que organiza colaborando con Plant-for-the-Planet.
En febrero de 2010 se estableció una Fundación para la Infancia Plant-for-the-Planet. Su función es facilitar la cooperación con los socios a fin de coordinar y apoyar el trabajo y las actividades de los niños. 